# Ulf Kahmke
Ulf Kahmke (* 16. Juli 1966 in Eutin) ist ein deutscher Sportjournalist und ehemaliger Handballspieler.

## Werdegang
Kahmke begann das Handballspielen bei der TS Riemann Eutin und wechselte 1985 zum Bundesligisten THW Kiel. Dort kam er jedoch aufgrund einer schweren Knieverletzung zu keinem Bundesliga-Einsatz und musste seine handballerische Laufbahn bereits früh beenden. Er studierte ab 1990 Sportökonomie an der Universität Bayreuth und wanderte 1997, nachdem er bereits erste Erfahrungen beim Hessischen Rundfunk sammelte, gemeinsam mit seiner Frau nach Australien aus. Von dort berichtete er in den Folgejahren für die ARD und das ZDF beispielsweise von den Australian Open sowie den Olympischen Sommerspielen 2000.
Bekannt wurde der Schleswig-Holsteiner insbesondere als Handball-Kommentator. Er arbeitete nach seiner Rückkehr aus Australien im Jahr 2001 für den Mitteldeutschen Rundfunk und kommentierte unter anderem das Finale der EHF Champions League 2000/01 zwischen dem SC Magdeburg und dem KC Veszprém. Auch bei Eurosport kam er ab 2009 als Kommentator der Handball-Champions-League zum Einsatz und berichtete darüber hinaus von der Handball-Weltmeisterschaft der Frauen 2009.

## Privates
Ulf Kahmke ist mit der ehemaligen Handballspielerin Lydia geb. Wesche verheiratet, mit der er zwei Kinder hat und im Eutiner Stadtteil Fissau lebt. Seine Schwester Michaela ist ebenfalls Journalistin.